# Sunayna Wahi
Sunayna Wahi (14 augustus 1990) is een Surinaams atlete. Haar specialiteit is de 100 meter sprint.

## Biografie
Op de Olympische Zomerspelen 2016 in Rio de Janeiro in 2016 deed ze mee aan de 100 meter vrouwen. Met 12,25 seconden in de Serie 4 was ze niet snel genoeg om door te gaan naar de halve finales. In 2017 werd ze verkozen tot Sportvrouw van het jaar.
In mei 2017 verbeterde ze het Surinaamse record op de 100 meter. Met 11,42 was ze sneller dan het record met 11,68 seconden uit 2012 van Kirsten Nieuwendam. Haar eerdere persoonlijke record stond op 11,71 seconden en liep ze op 4 april 2015 in Albuquerque.